# El reality
El reality es una película cómica colombiana de 2018 dirigida por Rodrigo Triana con guion de Dago García, protagonizada por Verónica Orozco, Alejandro González, Luis Eduardo Arango y Jorge Enrique Abello. Fue estrenada el 4 de octubre de 2018.

## Sinopsis
Camilo Mallarino es un joven que sueña con ser cantante de música popular. Al darse cuenta de que su talento no será suficiente para lograr la fama, finge ser ciego y pobre y se presenta en un reality de canto pretendiendo causar lástima y así lograr reconocimiento. Para llevar a cabo su plan, contrata a los Cuca, una familia pobre que le abre las puertas de su hogar a cambio de un poco de dinero. Conviviendo con esta familia, Camilo descubre que el dinero y la fama no son todo en la vida.

## Reparto principal
- Alejandro González es Camilo.
- Verónica Orozco es Constanza.
- Luis Eduardo Arango
- Jorge Enrique Abello
- Patricia Tamayo
- Kevin Bury
- Maria Irene Toro
- Yolanda Rayo
- John Alex Toro
- Laura de León
- Diego Garzón